# Ajgepat
Ajgepat – wieś w Armenii, w prowincji Ararat. W 2011 roku liczyła 1287 mieszkańców.